# Ben Cross
Harry Bernard "Ben" Cross, född 16 december 1947 i London, död 18 augusti 2020 i Wien i Österrike, var en brittisk skådespelare. Cross blev bland annat känd i rollen som Harold Abrahams i Triumfens ögonblick (1981) och som Sarek i Star Trek (2009).
1970 antogs Cross till Royal Academy of Dramatic Art och efter examen var han skådespelare vid Duke's Playhouse. Hans första stora roll inom filmen kom 1976 då han var med i En bro för mycket i rollen som Trooper Binns. 1977 blev han medlem i Royal Shakespeare Company. 1978 blev rollen som Billy Flynn i Chicago en stor framgång. Rollen i Chicago ledde till hans mest kända roll, den som löparen Harold Abrahams i Triumfens ögonblick.
Förutom skådespelare har Cross arbetat som regissör, författare och musiker. 

## Filmografi (urval)
- 1977 – En bro för mycket
- 1981 – Triumfens ögonblick
- 1995 – Den förste riddaren
- 1997 – Salomo (TV-film)
- 2004 – Exorcisten: Begynnelsen
- 2006 – Behind Enemy Lines II: Axis of Evil
- 2006 – Wicked Little Things
- 2009 – Star Trek
- 2013 – A Common Man

## Källa
Artikeln baseras på engelskspråkiga Wikipedias artikel om Ben Cross.